# 羅克韋爾鎮區 (明尼蘇達州諾曼縣)
羅克韋爾鎮區（英語：Rockwell Township）是位於美國明尼蘇達州諾曼縣的一個行政鎮區。

## 歷史
羅克韋爾鎮區於1882年成立，得名自大部份定居者的故鄉，愛荷華州的羅克韋爾。

## 地方資料
羅克韋爾鎮區的面積為83.79平方千米，當中陸地面積為83.62平方千米，而水域面積為0.17平方千米。根據2020年美國人口普查的數據，當地共有人口53人，而人口密度為每平方千米0.63人。